# 1922 na ciência

## Eventos
- 17 de junho - Chegada de Gago Coutinho e Sacadura Cabral ao Rio de Janeiro como meta para a primeira travessia aérea do Atlântico Sul.
- 4 de novembro - Descoberta da tumba de Tutankhamon, no Vale dos Reis, por Howard Carter.[1]
- Isolamento do elemento químico Háfnio.[2]

## Nascimentos
| Data            | Nome                        | Profissão                       | Nacionalidade   | Observações | Ref                  |
| --------------- | --------------------------- | ------------------------------- | --------------- | --- | -------------------- |
| 22 de janeiro   | Derek de Solla Price        | físico e historiador da ciência | Reino Unido     | m. 1983 |                      |
| 14 de fevereiro | Nicolay Gennadiyevich Basov | físico                          | União Soviética | m. 2001 Nobel da Física 1964 Medalha de Ouro Lomonossov 1989 Prémio Lenin 1959 | [ 3 ] [ 4 ]          |
| 25 de fevereiro | Ernst Gabor Straus          | matemático                      | Alemanha        | m. 1983 |                      |
| 7 de março      | Olga Ladyzhenskaya          | matemática                      | União Soviética | m. 2004 Medalha de Ouro Lomonossov 2002 | [ 4 ]                |
| 11 de março     | Cornelius Castoriadis       | filósofo                        | Grécia          | m. 1997 |                      |
| 26 de março     | Oscar Sala                  | físico                          | Brasil          | m. 2010 |                      |
| 1 de abril      | Alan Perlis                 | cientista de computação         | Estados Unidos  | Prémio Turing 1966 | [ 5 ]                |
| 11 de junho     | John Cassels                | matemático                      | Reino Unido     | Medalha De Morgan 1986 Medalha Sylvester 1973 | [ 6 ] [ 7 ]          |
| 19 de junho     | Aage Niels Bohr             | físico                          | Dinamarca       | m. 2009 Nobel da Física 1975 | [ 3 ]                |
| 26 de junho     | Herbert Goldstein           | físico                          | Estados Unidos  | m. 2005 |                      |
| 15 de julho     | Leon Max Lederman           | físico                          | Estados Unidos  | Nobel da Física 1988 Prémio Enrico Fermi 1992 | [ 3 ] [ 8 ]          |
| 18 de julho     | Thomas Kuhn                 | filósofo                        | Estados Unidos  | m. 1996 |                      |
| 9 de setembro   | Warwick Kerr                | geneticista                     | Brasil          | |                      |
| 9 de setembro   | Hans Georg Dehmelt          | físico                          | Alemanha        | Nobel da Física 1989 | [ 3 ]                |
| 22 de setembro  | Chen Ning Yang              | físico                          | China           | Nobel da Física 1957 Medalha Albert Einstein 1995 | [ 3 ] [ 9 ]          |
| 25 de setembro  | Setembrino Petri            | geólogo                         | Brasil          | |                      |
| 23 de outubro   | Marc Julia                  | químico                         | França          | m. 2010 Prémio Parkin 1954 Prémio Louis Bonneau 1960 Prémio Raymond Berr 1961 Prémio Albert de Monaco 1967 Prémio Jecker 1973 Medalha Berthelot 1973 Prémio do Centenário da Royal Society of Chemistry 1989/90 Medalha de Ouro CNRS 1990 Medalha Lavoisier (SCF) 1992 | [ 10 ] [ 11 ] [ 12 ] |
| 26 de outubro   | Darcy Ribeiro               | antropólogo                     | Brasil          | m. 1997 |                      |
| 9 de novembro   | José Pinto Peixoto          | geofísico e meteorologista      | Portugal        | m. 1996 |                      |
| 16 de novembro  | Gene Amdahl                 | projectista de computadores     | Estados Unidos  | |                      |
| 24 de novembro  | Stanford R. Ovshinsky       | engenheiro, inventor e físico   | Estados Unidos  | |                      |
| ??              | Roberto Salmeron            | físico e engenheiro             | Brasil          | |                      |
| ??              | Florin Abelès               | físico                          | França          | m. 2005 |                      |

## Mortes
| Data          | Nome                          | Profissão                                                   | Nacionalidade   | Observações                     | Ref    |
| ------------- | ----------------------------- | ----------------------------------------------------------- | --------------- | ------------------------------- | ------ |
| 22 de janeiro | Camille Jordan                | matemático                                                  | França          | n. 1838 Prémio Poncelet 1870    |        |
| 1 de abril    | Hermann Rorschach             | psiquiatra                                                  | Suíça           | n. 1884                         |        |
| 7 de março    | Axel Thue                     | matemático                                                  | Noruega         | n. 1863                         |        |
| 8 de março    | Henrique Schaumann            | farmacêutico e político                                     | Brasil          | n. 1856                         |        |
| 4 de junho    | William Halse Rivers Rivers   | antropólogo, neurologista, etnologista e psiquiatra         | Reino Unido     | n. 1864 Medalha Real 1915       | [ 13 ] |
| 20 de junho   | Wilhelm Hallwachs             | físico                                                      | Alemanha        | n. 1859                         |        |
| 17 de julho   | Heinrich Rubens               | físico                                                      | Alemanha        | n. 1865 Medalha Rumford 1910    | [ 14 ] |
| 20 de julho   | Andrei Andreyevich Markov     | matemático                                                  | União Soviética | n. 1856                         |        |
| 26 de julho   | Alberto I, Príncipe do Mónaco | monarca e oceanógrafo                                       | Mónaco          | n. 1848                         |        |
| 2 de agosto   | Alexander Graham Bell         | cientista, inventor e fundador da companhia telefónica Bell | Reino Unido     | n. 1847 Medalha John Fritz 1907 | [ 15 ] |

## Prémios

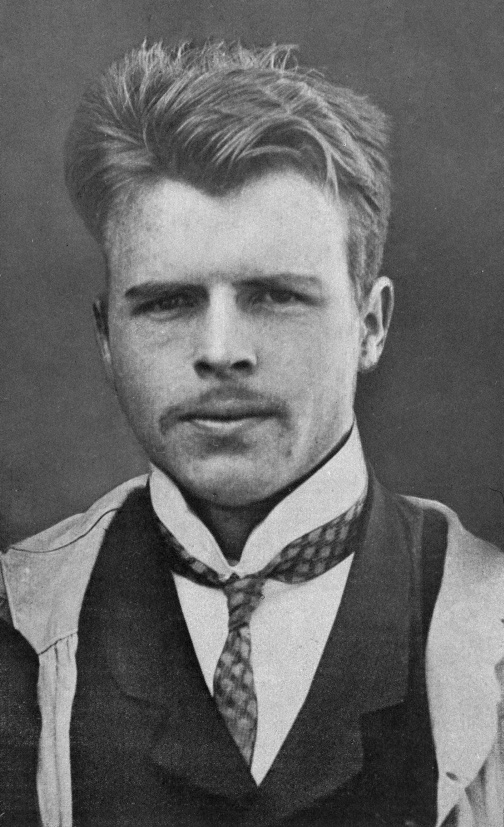
Hermann Rorschach (1884-1922)

Medalha Bruce
- Frank W. Dyson[16]

Medalha Copley
- Ernest Rutherford[17]

Medalha Darwin
- Reginald Punnett[18]

Medalha Davy
- Jocelyn Field Thorpe[19]

Medalha Edison IEEE
- Robert Andrews Millikan[20]

Medalha de Honra IEEE
- Lee De Forest[21]

Medalha Hughes
- Francis William Aston[22]

Medalha Lavoisier (SCF)
- Theodore William Richards[12]

Medalha Lyell
- Charles Davison[23]

Medalha Murchison
- John William Evans[24]

Medalha de Ouro da Royal Astronomical Society
- James Jeans[25]

Medalha Real
- Meteorologia - Charles Thomson Rees Wilson[13]
- Fisiologia - Joseph Barcroft[13]

Medalha Rumford
- Pieter Zeeman[14]

Medalha Sylvester
- Tullio Levi-Civita[7]

Medalha Wollaston
- John Horne[26]

Prémio Nobel
- Física - Niels Henrik David Bohr[3].
- Química - Francis William Aston[27].
- Medicina - Archibald Vivian Hill[28].